# Ludeca
Ludeca est roi de Mercie de 825 à sa mort, en 827.

## Biographie
Ludeca monte sur le trône de Mercie en 825, après la mort de Beornwulf face aux Angles de l'Est révoltés. Il meurt à son tour deux ans plus tard. La Chronique anglo-saxonne indique simplement qu'il est tué avec cinq de ses ealdormen, mais des chroniqueurs ultérieurs précisent que c'est également en affrontant les Angles de l'Est (probablement menés par Æthelstan) qu'il trouve la mort. Il est le dernier souverain mercien à frapper des monnaies en Est-Anglie, ce royaume recouvrant définitivement son indépendance par la suite. Wiglaf lui succède.